# Landgoed te Werve
Landgoed te Werve is een landgoed van 23 hectare in de Nederlandse plaats Rijswijk (provincie Zuid-Holland), in de wijk Te Werve. Op het goed bevindt zich een landhuis. Het landgoed werd tot 2012 als natuurgebied beheerd door de stichting Zuid-Hollands Landschap. Het is sinds 2006 een van rijkswege beschermd complex Historische Buitenplaats dat onder andere het park, het huis en een duiventoren bevat. Te Werve behoort tot de landgoederenzone Rijswijk.

## Natuur
Het terrein ligt gedeeltelijk op een 5000 jaar oude, voedselarme strandwal en deels op voedselrijke veen-, klei-, en zandgronden. Het bestaat voor een gedeelte uit park en voor een gedeelte uit water. Het meer 'De Put' is in 1910 ontstaan door winning van zand voor de ontwikkeling van het Haagse Laakkwartier. Het parkdeel bevat veel stinsenplanten. Men treft er diverse soorten aan, zoals sleutelbloem, lenteklokje, bosanemoon, daslook en Italiaanse aronskelk, maar ook bijvoorbeeld de paarse schubwortel. Er zijn een Engelse tuin, een varentuin en een bostuin. Op het landgoed zijn ruim 740 soorten zwammen geteld. Mede door de waterplas trekt het landgoed ongeveer tachtig vogelsoorten. Er is een vlinderwei, een vossenburcht en er leven twee schildpadden.

## Huis Te Werve
De geschiedenis van huis Te Werve gaat terug tot ca. 1280: Herbaren van Foreest (1241-1287) was heer van Te Werve. De oudst bekende bewoner was ene Didderic van den Werve (1285-1296). In 1448 kocht Jan Ruychrok, tresorier van Jacoba van Beieren, het huis van Herbaren van de Werve, breidde de grond uit van 14 morgen tot 160 morgen en bouwde de donjon om van verdedigingswerk tot woonkasteel. In 1454 droeg hij zijn eigen goed in een ondeelbaar leen op aan de grafelijkheid.
In 1593 erfde Jacob Stalpart van der Wielen het goed, waarna het overging naar de familie Wuytiers en later naar de familie Cromhout. In de 17e en 18e eeuw diende huis Te Werve als toevluchtsoord voor katholieken, omdat het hun in die tijd verboden was hun geloof in het openbaar te belijden. In 1771 werd huis Te Werve bewoond door Jacob Hendrik Baron van Wassenaer van Alkemade. In de 18e eeuw raakte het in verval en werden er delen afgebroken en werd er een gedeelte van de gracht gedempt.
In het midden van het park staat een duiventoren die dateert uit de 15e eeuw, mogelijk uit 1448. In 1590 is hij verbouwd in Renaissance-stijl. Het recht om duiven te houden was in die tijd voorbehouden aan de adel en de geestelijkheid. De duiventoren en enkele stukken van de muren zijn de enige elementen die nog uit de middeleeuwen dateren.
In 1824 werd het huis door jonkheer Gevers, heer van Kethel en Spaland, omgebouwd tot herenhuis. In 1891 werd het huis door zijn familie geveild. Abel Labouchere, directeur van "De Porceleyne Fles" in Delft, heeft het huis en een groot deel van het park toen gekocht en voorkwam zo dat het werd gesloopt. Labouchere, die de laatste particuliere bewoner van Te Werve was, heeft het landgoed in 1922 verkocht aan de Bataafse Petroleum Maatschappij, die het park omvormde tot een sportpark voor zijn personeel.

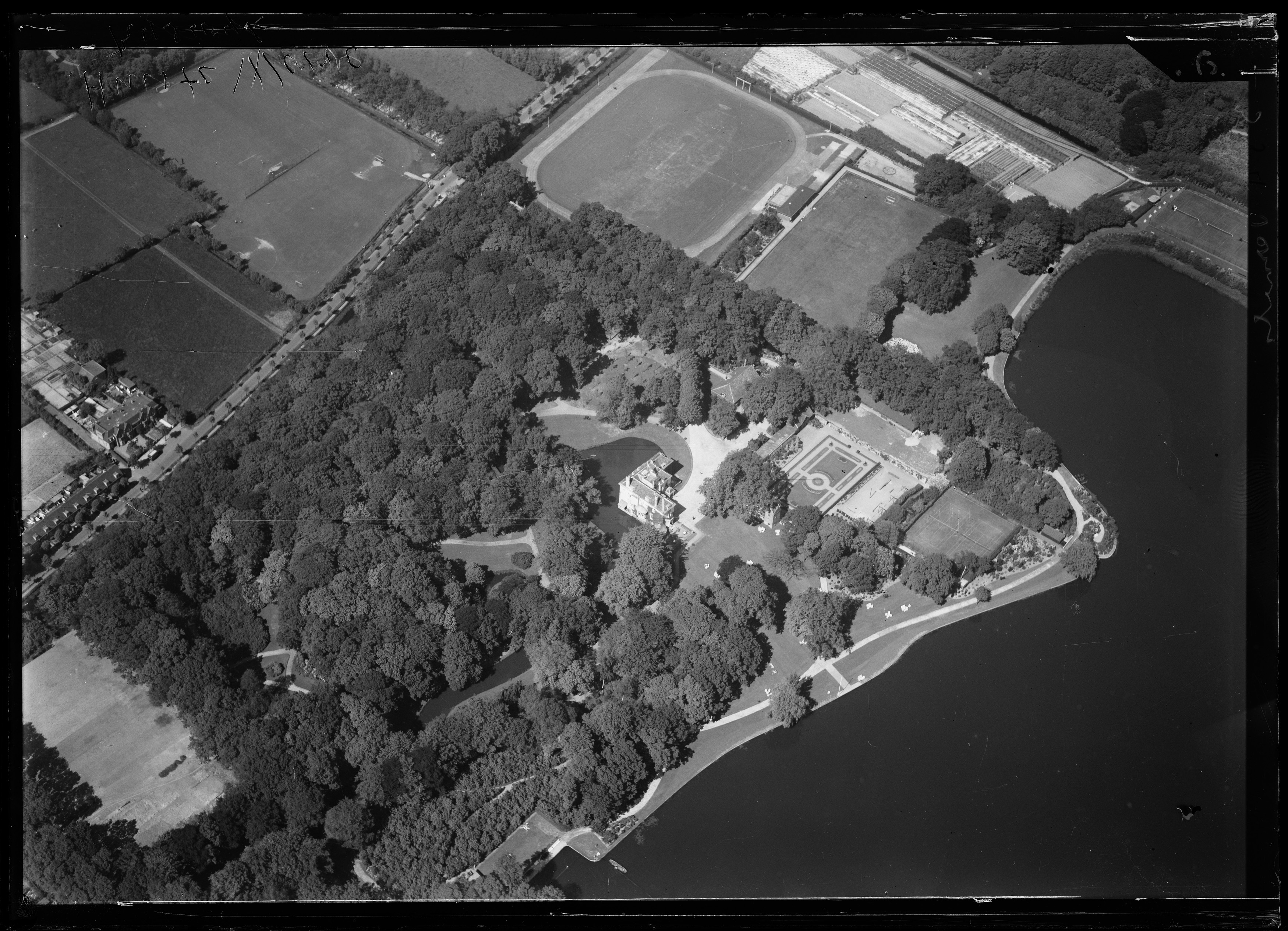
Luchtfoto van het Huis te Werve (midden op de foto), het meer van Labouchere, tennisbanen en de sintelbaan/sportveld

## Ontwikkeling en gebruik na aankoop door BPM (Shell)
Nadat het landgoed met alle bebouwing in november 1922 voor hfl 245.000 eigendom was geworden van de Bataafse Petroleum Maatschappij (later Shell), werd in december 1922 de 'Vereeniging Clubhuis Te Werve' opgericht en werd begin 1923 een start gemaakt met de inrichting van het landgoed voor de beoefening van voetbal, tennis, zwemmen, roeien en atletiek. Er werd een voetbalveld aangelegd, er kwamen tennisbanen, terwijl de Put als zwembad in gebruik bleef onder de voorwaarde dat er een zwemvereniging werd opgericht.
Door de in 1923 opgerichte afdeling atletiek van de 'Vereeniging Clubhuis Te Werve' werd in 1923 voorgesteld om een sintelbaan aan te laten leggen. Op dat moment waren er hiervan maar twee in Nederland, een in Amsterdam en een in Groningen. Van beide was de aanleg zeer kostbaar geweest en het resultaat nogal teleurstellend. Aanvankelijk werd dan ook afwijzend gereageerd vanwege de 'kostbare' prijsopgave, maar nadat door afdelingsvoorzitter Barel Veen in samenwerking met o.m. de trainer van de Nederlandse Olympische Ploeg Hjertberg een plan was ontwikkeld om de sintelbaan zelf aan te leggen tegen tien procent van de eerder opgegeven begroting, kregen Veen en de zijnen na lang overleg het groene licht. Binnen twee maanden had men vervolgens de baan (wel met een bijzondere vorm, aangezien hij was aangelegd rondom een voetbalveld) gereed en nadat deze met een zware rol, getrokken door een paard, de juiste hardheid had verkregen en daarna nog alle Haagse atleten door Hjertberg waren opgetrommeld om de baan te komen inlopen, was deze na drie weken in perfecte staat en konden er op 28 juli 1923 de eerste nationale recordwedstrijden worden gehouden. Hierbij werden er al direct drie nationale records gevestigd, waarvan een door de bekende atleet Adriaan Paulen, die later zou uitgroeien tot voorzitter van de Koninklijke Nederlandse Atletiek Unie (K.N.A.U.) en nog weer later van de IAAF. De sintelbaan van Te Werve ontwikkelde zich daarna al snel tot een van de snelste banen van Nederland, waarop tijdens de jaarlijks gehouden nationale recordwedstrijden vele bestaande records sneuvelden en nieuwe werden gevestigd. In 1931 kwam er zelfs het eerste wereldrecord tot stand. Op 30 augustus van dat jaar kwam sprintster Tollien Schuurman er op de 100 yards tot 11,2 sec., een verbetering met 0,2 seconden van het bestaande wereldrecord. Dit record zou tot in 1937 overeind blijven.
Vooral in de jaren tot de Tweede Wereldoorlog is er veel gesport. Bij de wedstrijden die onder auspiciën van de K.N.A.U. werden georganiseerd, werden er soms wel meer dan 5000 (gratis) toeschouwers genoteerd, een unicum voor de atletiek! Bovendien hield Shell er onderlinge internationale SHELL wedstrijden om de "Deterding" wisselbeker. Die wedstrijden werden ook wel "Oil-Olympiad" of "Oliempiade" genoemd. Dit was een jaarlijkse wedstrijd van personeel van alle verbonden maatschappijen in Europa, die het ene jaar in Engeland plaatsvond op Lensbury club, het daaropvolgende jaar in Nederland op de terreinen van ‘Clubhuis Te Werve’. Het ging meestal tussen drie ploegen: het Continent, Lensbury en Te Werve. De ploegen bestonden uit schermers, tennissers en atleten. Daarbij werd Te Werve sterk genoeg gevonden om met een eigen ploeg tegen de gezamenlijke Europese ploeg te strijden. Menigmaal heeft de 'Cup' in de prijzenkast van Te Werve geprijkt.
Na de oorlog ontstond er een opleving in de wedstrijdactiviteiten op de sintelbaan, totdat de kwaliteit ervan in de jaren zestig zozeer was afgenomen, dat deze voor nationale wedstrijden werd afgekeurd. Bovendien kregen veel atletiekverenigingen de beschikking over een kunststofbaan. Door de opkomst van het trimmen in de jaren zeventig verschoof het karakter van de vereniging echter geleidelijk aan van 'prestatiegericht en toch gezellig sporten' naar 'gezellig sporten en toch leuk presteren'. Het ledental, in 1970 gedaald tot een minimum van 43, liep in de jaren daarna weer op en bereikte zijn hoogtepunt met ruim 120 leden in 1985. Een tweede bloeiperiode ontstond, totdat in de jaren negentig na enkele bezuinigingsrondes een groot onderzoek naar de toekomst van Te Werve uitmondde in de beslissing, om het landgoed met de terreinen van de veldsporten een andere bestemming te geven. De clubkampioenschappen van 1997 van de atletiekafdeling luidden het einde in van deze vereniging. De baan werd gesloten en uiteindelijk in 2004 gesloopt.

## Huidig gebruik
Vanaf april 1999 werd het landgoed verhuurd aan Event Company, waarbij het landschapsbeheer geschiedde door de stichting Het Zuid-Hollands Landschap. De contribuanten van deze stichting hadden toegang tot het park. Het sportpark is daarna systematisch terugveranderd tot landgoed met een natuurlijk karakter. Zo staat er op het voormalige voetbalveld een ooievaarsnest en is het hockeyveld omgevormd tot vlinderweide. Alleen de tennisbanen zijn als sportaccommodatie in gebruik gebleven.
Event Company heeft het landgoed in 2011 gekocht. De nieuwe eigenaar vond het beheer door Het Zuid-Hollands Landschap te duur; de werkzaamheden van die stichting zijn daarom op 15 mei 2011 beëindigd. Een nieuwe stichting, Vrienden van Te Werve, zet het beheer sindsdien samen met de reeds bestaande groep vrijwilligers voort. De Put is nog steeds als natuurbad in gebruik. Het zwembad is in beheer van de Rijswijkse Zwemvereniging en een kleine groep vrijwilligers zorgt dat er in het zomerseizoen dat duurt van medio mei tot september, gezwommen kan worden. In 2023 hoopt het natuurbad het 100-jarig jubileum te kunnen vieren. 
Het landhuis Te Werve is in 2012 gerestaureerd. In september 2012 ontving Event Company de Monumentenprijs 2012 van de gemeente Rijswijk voor die restauratie. Ook andere onderdelen van het landgoed werden gerestaureerd. Restauraties die in 2017 zijn afgerond zijn die van de tuinen, de portierswoning bij de ingang, en de Oranjerie, waarmee het landgoed weer tot zijn oorspronkelijke aanzien is teruggebracht.

## Monument
Te Werve is in 2005 aangewezen en in 2006 geregistreerd als van rijkswege beschermd complex Historische Buitenplaats, met tien complexonderdelen, te weten het hoofdgebouw, de historische tuin- en parkaanleg, de ornamenten, de duiventoren, de oranjerie, de tuinmuur, het botenhuis, het pomphuisje, de brug met hekpijlers en de portierswoning.
De algemene cultuur-, architectuur- en tuinhistorische en landschappelijke waardering als complex was:
- vanwege de ouderdom,
- als gaaf bewaard onderdeel van de reeks buitenplaatsen in Rijswijk,
- vanwege het in oorsprong middeleeuwse hoofdgebouw,
- vanwege de ouderdom en de zeldzaamheidswaarde van de gemetselde duiventoren,
- vanwege de 19de-eeuwse aanleg in landschapsstijl en de zandvijver 'De Put' die in de aanleg is opgenomen,
- vanwege de integratie van het recreatieve aspect binnen de parkaanleg van de buitenplaats,
- vanwege de visuele samenhang tussen de complexonderdelen.

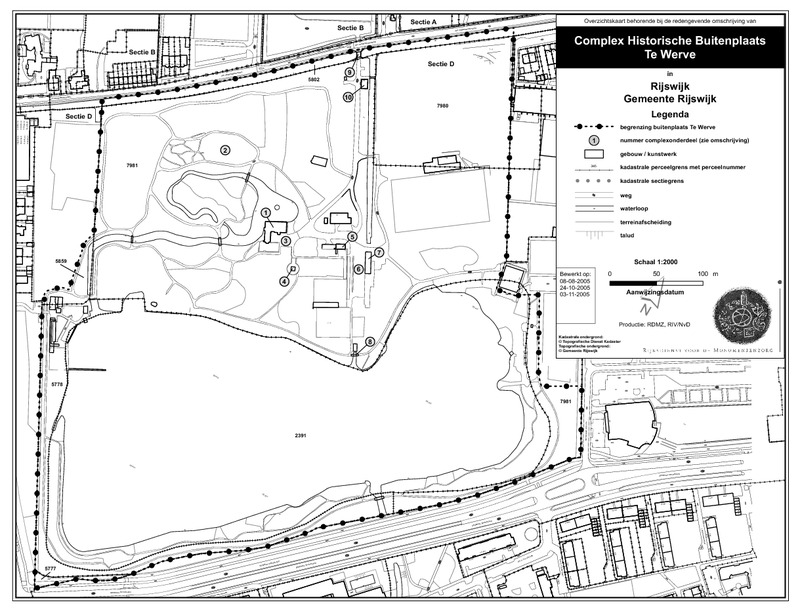
Te Werve bolletjeskaart
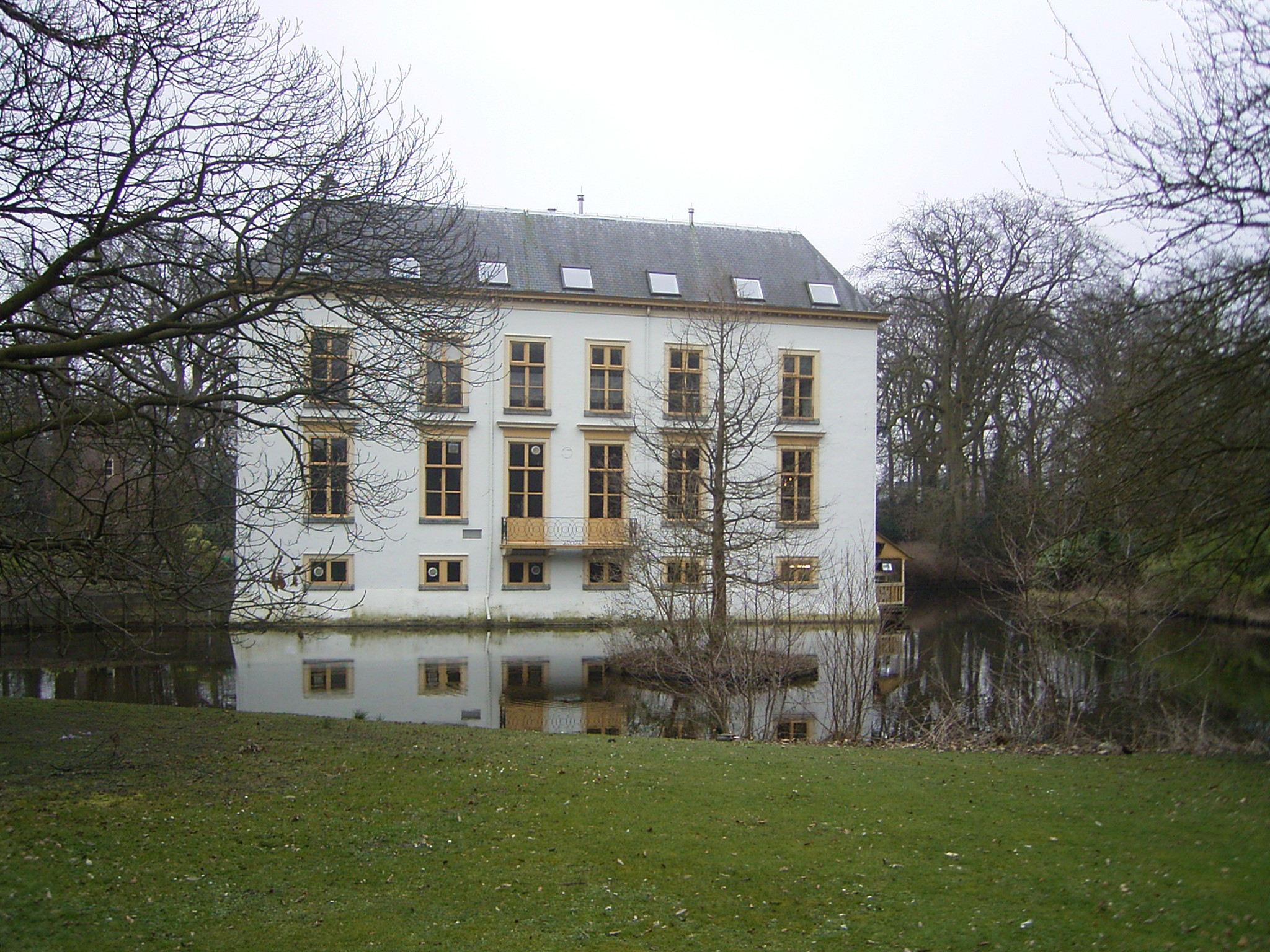
Het huidige hoofdgebouw monumentnummer 515692
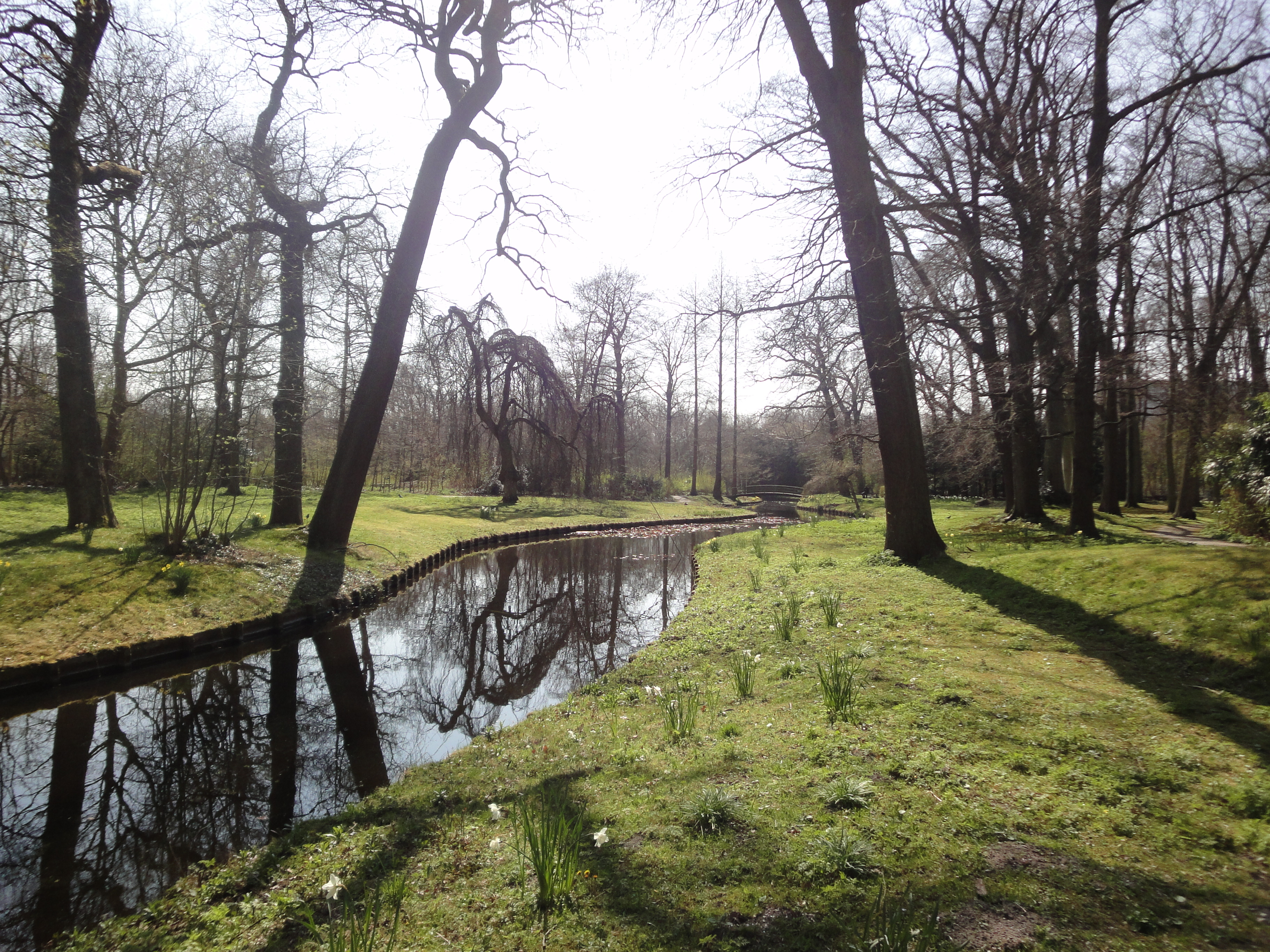
Historische parkaanleg monumentnummer 515693
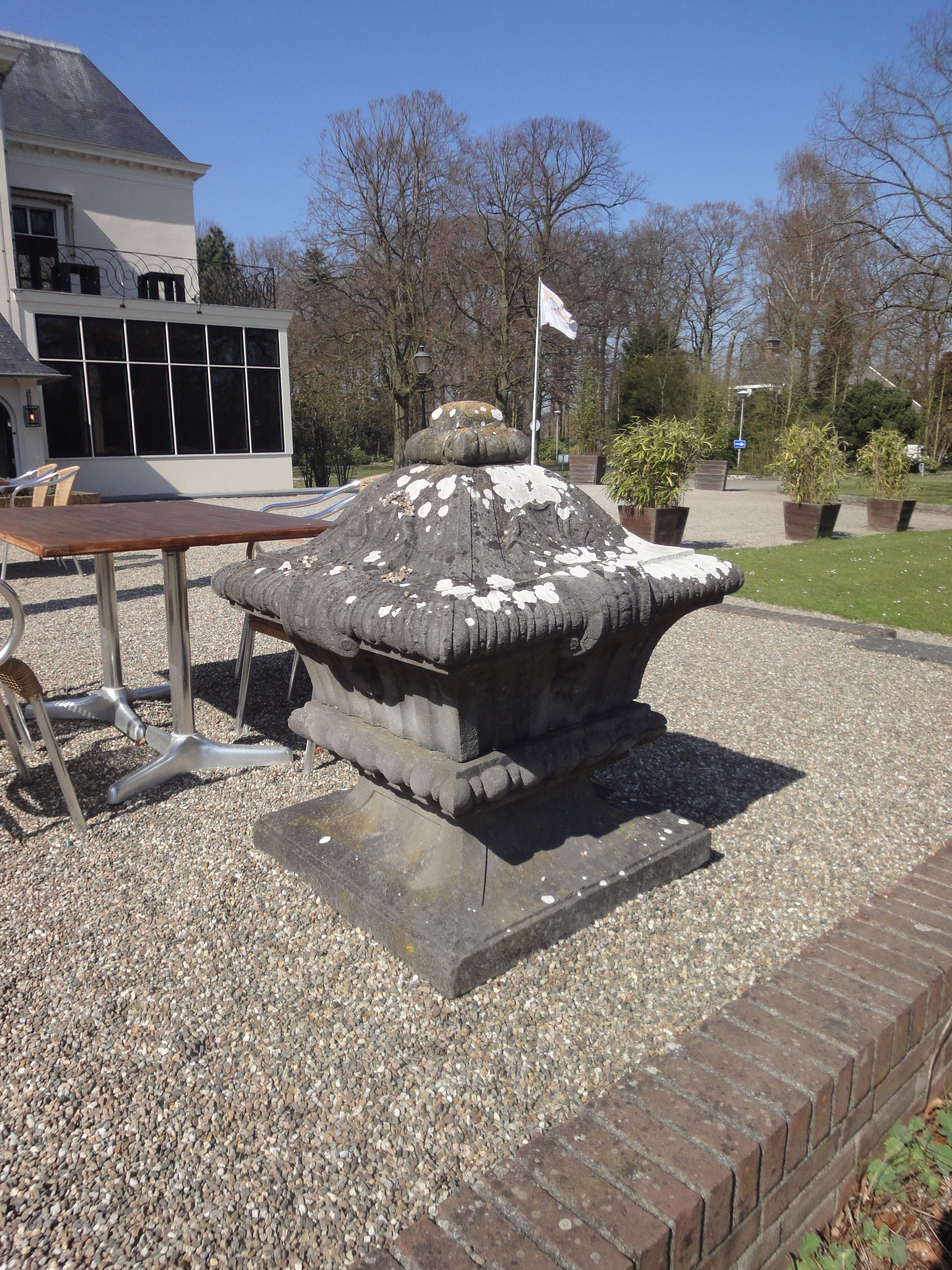
Ornament, tuinsieraad monumentnummer 515694
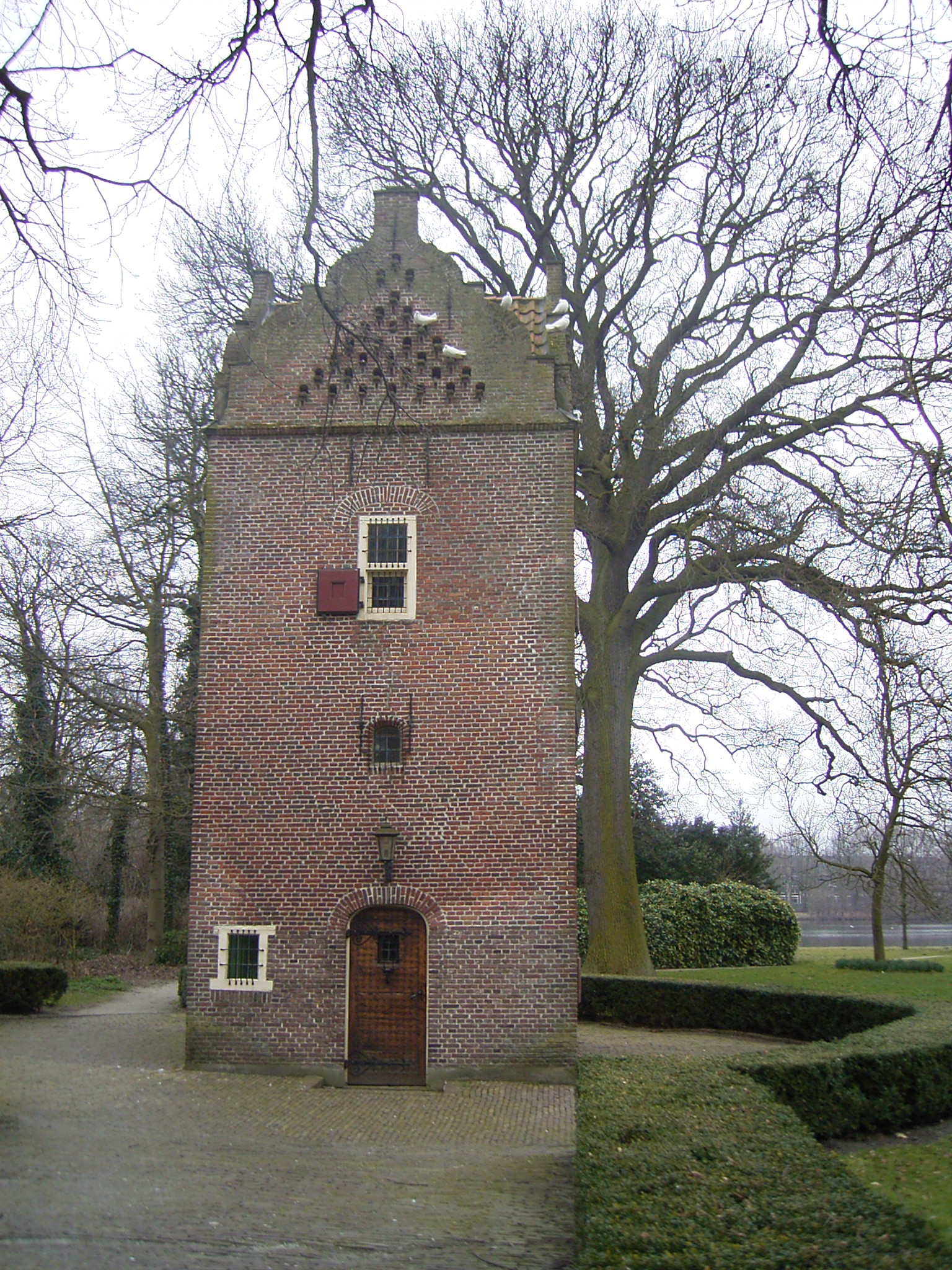
De duiventoren uit de 15e eeuw monumentnummer 515695
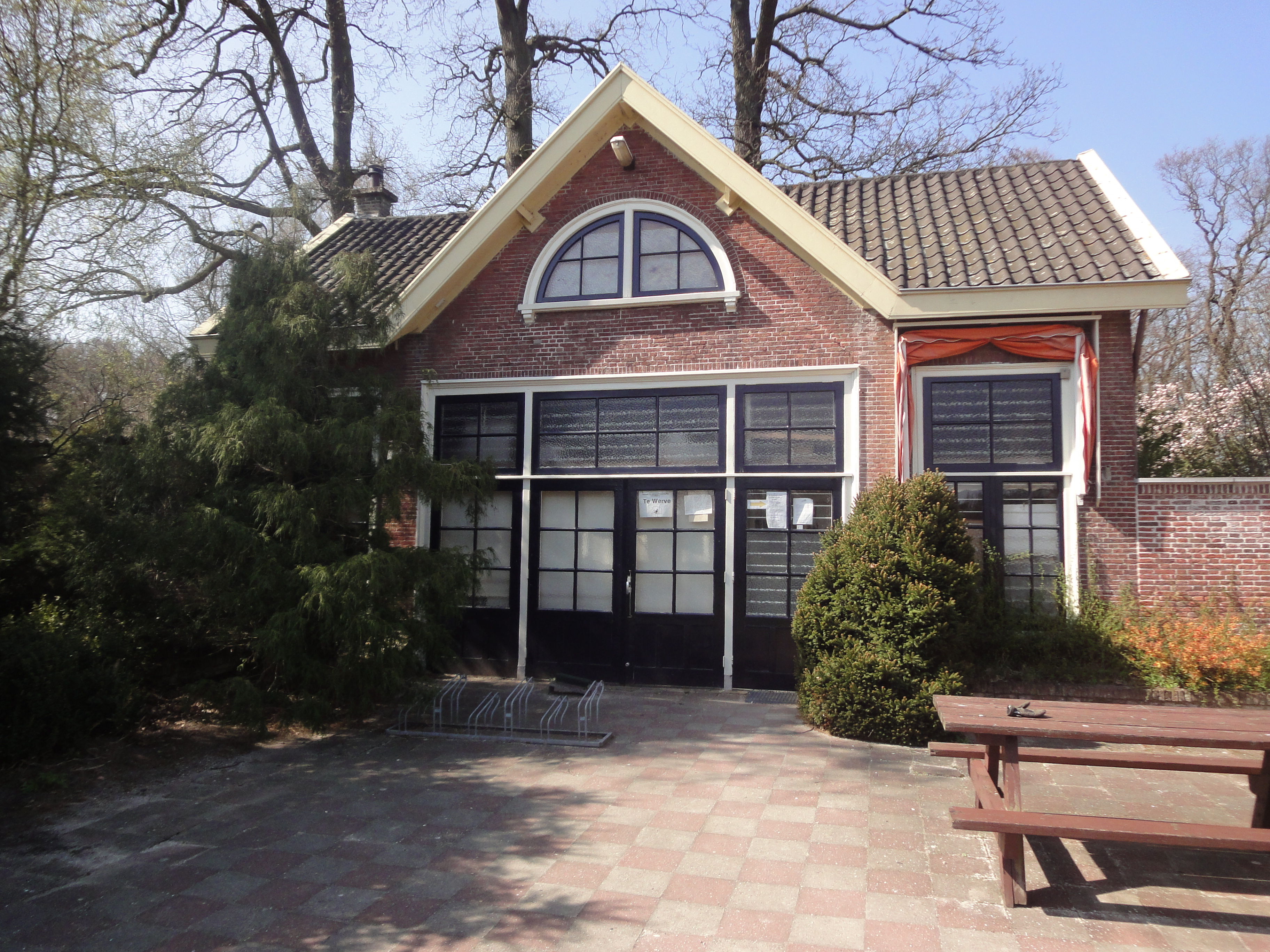
Orangerie monumentnummer 515696
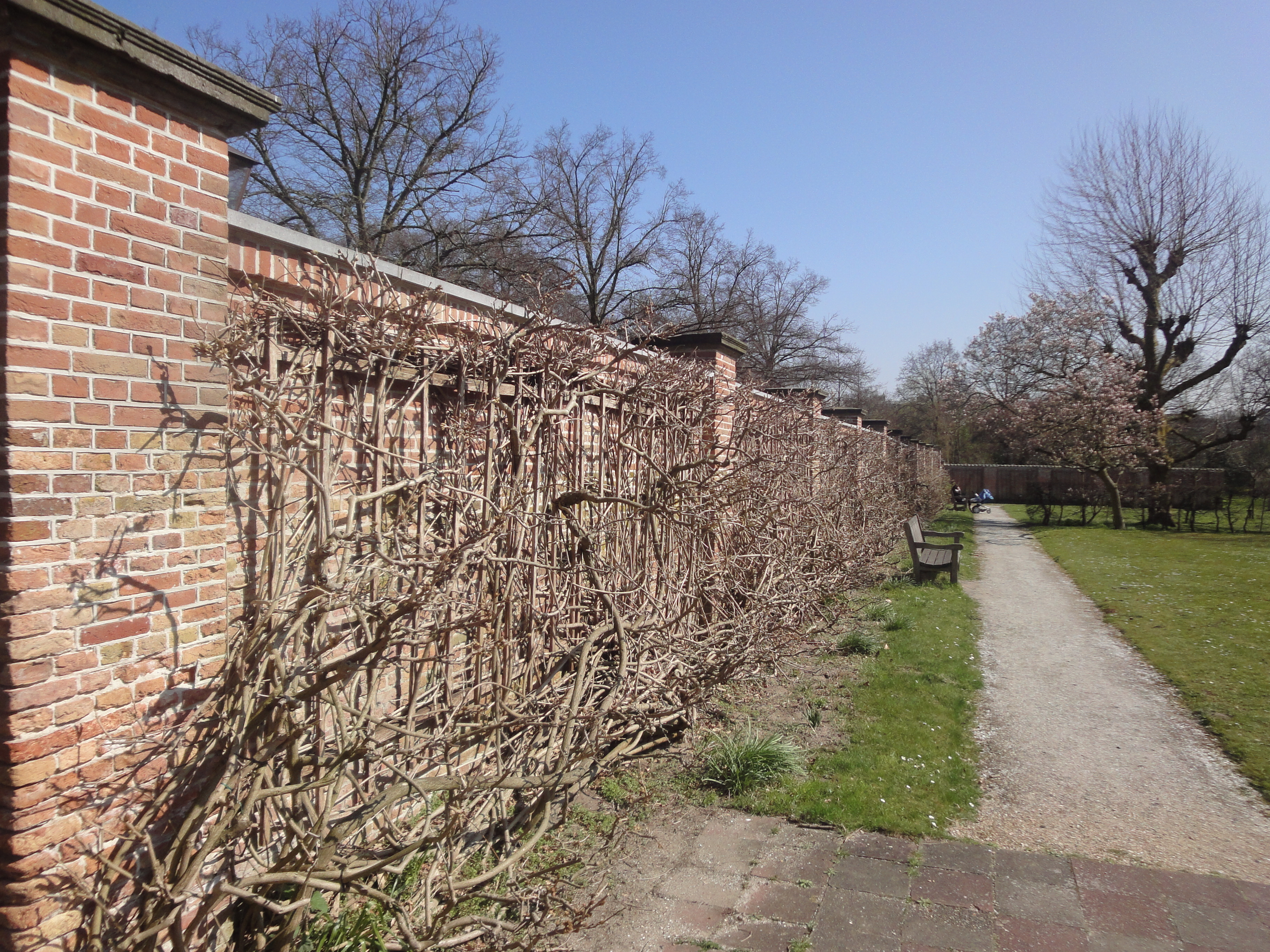
Tuinmuur monumentnummer 515697
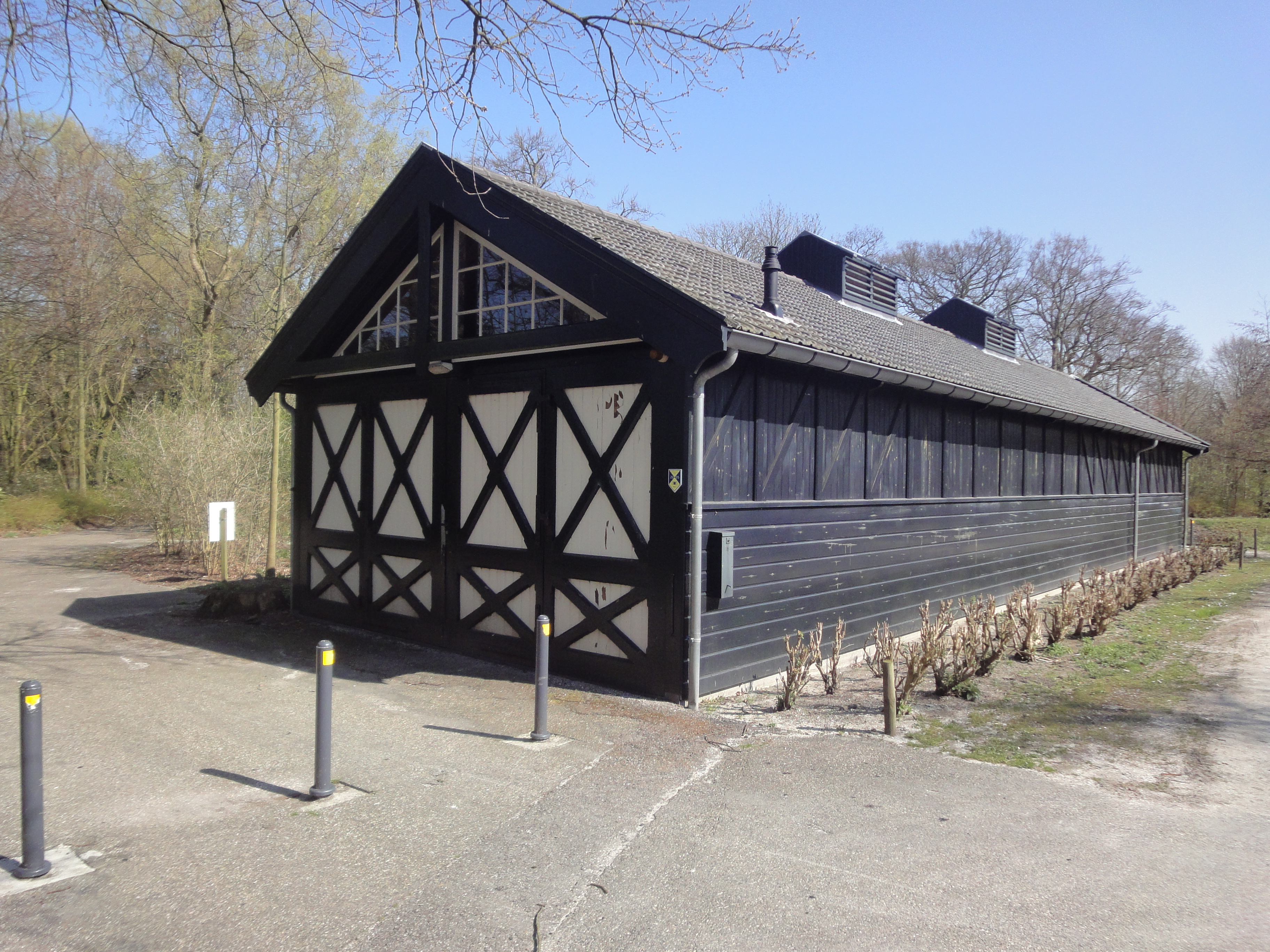
Botenhuis monumentnummer 515698
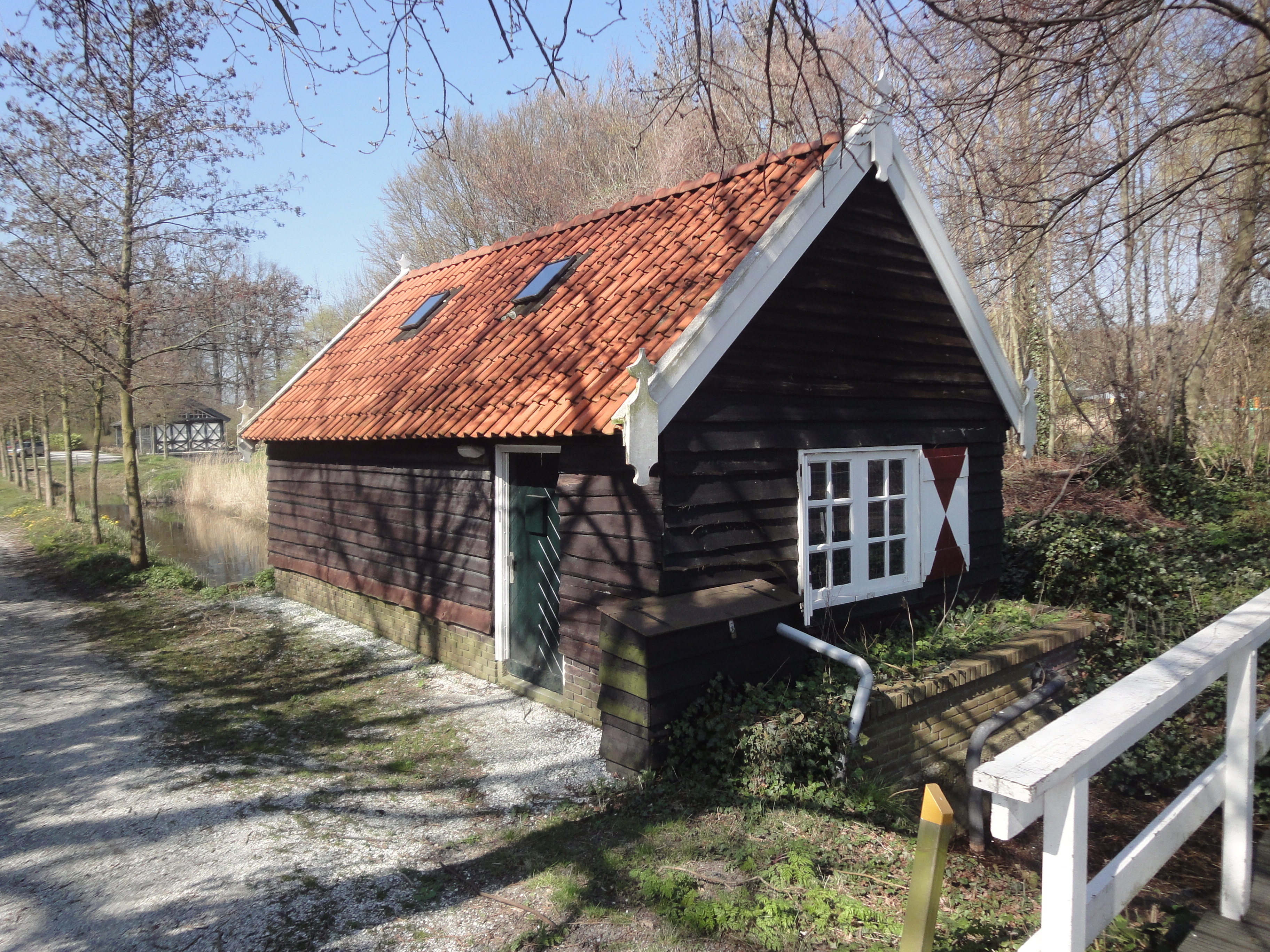
Pomphuisje monumentnummer 515699
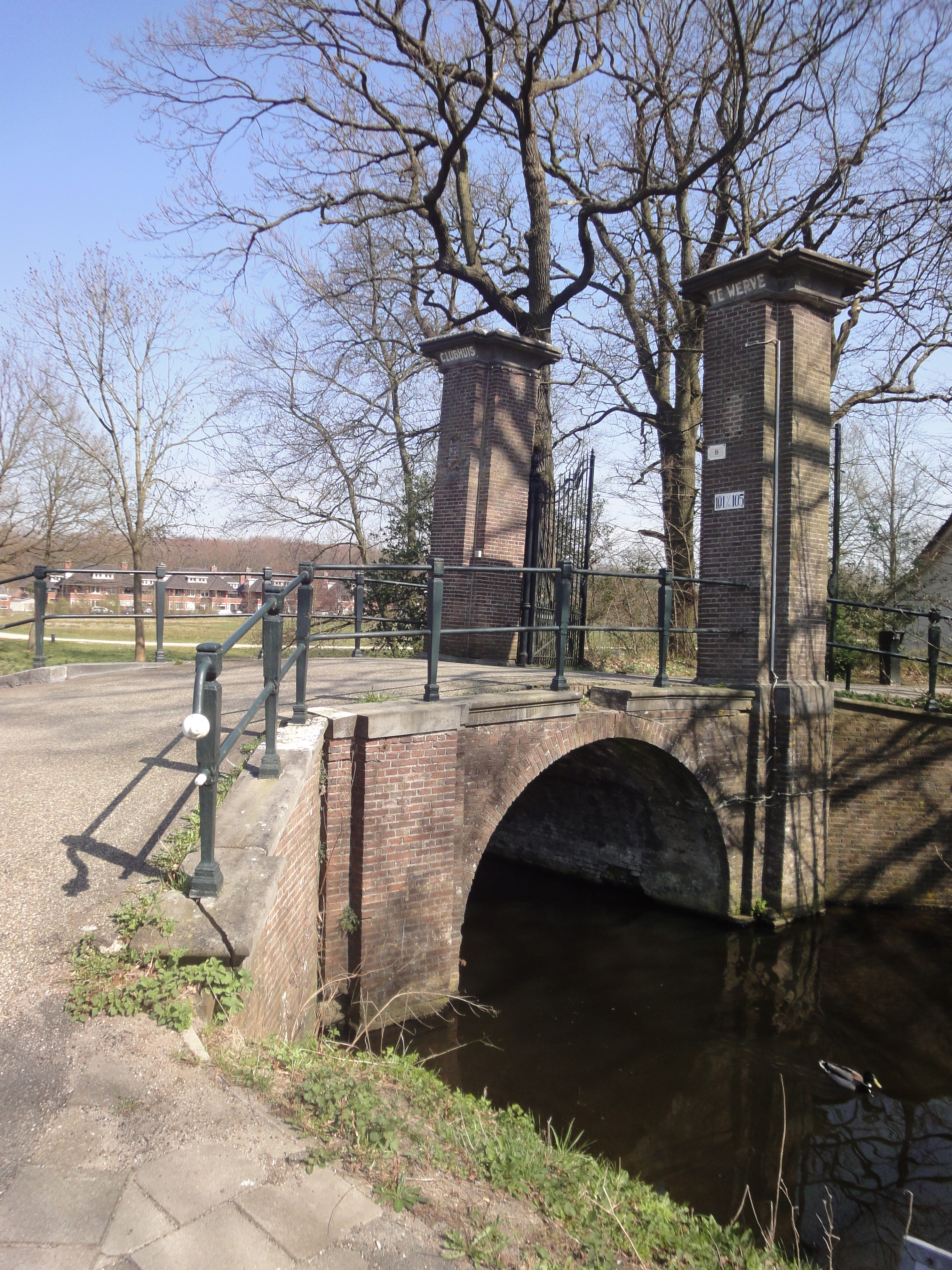
Boogbrug monumentnummer 515700
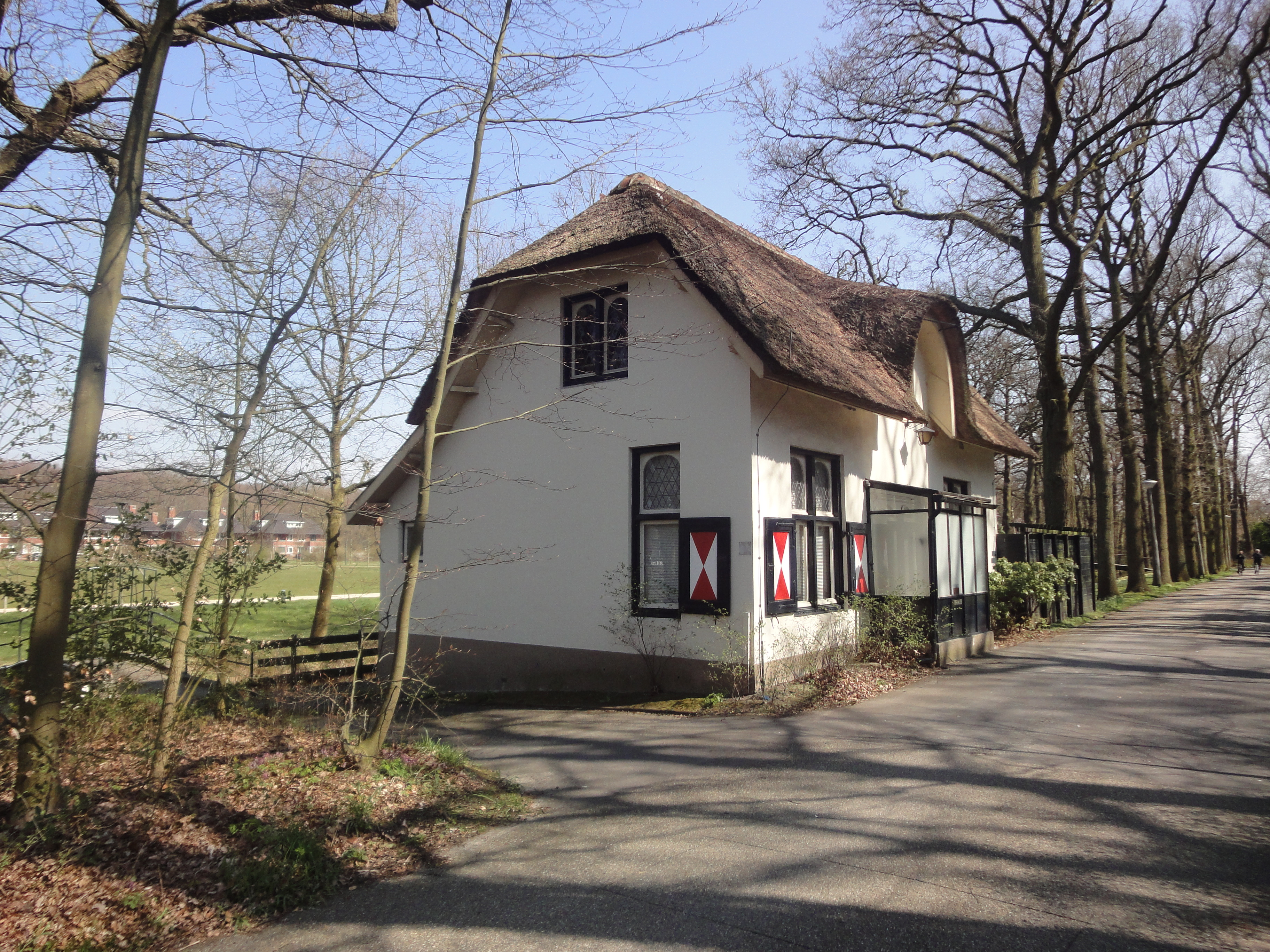
Portierswoning monumentnr. 515701